# Lucius Publilius Vulscus
 (juin 2016).
Lucius Publilius Vulscus (fl. 400 av. J.-C.) était un homme politique de la Rome antique.

## Vie
Il fut tribun militaire à pouvoir consulaire en 400 av. J.-C., aux côtés de Publius Licinius Calvus Esquilinus, Publius Maelius Capitolinus, Lucius Titinius Pansa Saccus, Publius Manlius Vulso (de) et Spurius Furius Medullinus (de).